# Siège de Bréda (1624)
 (mai 2023).
Pour les articles homonymes, voir siège de Breda.
Guerre de Quatre-Vingts Ans
Batailles
- Chronologie de la guerre de Quatre-Vingts Ans
- Valenciennes
- Austruweel
- Rheindalen
- Heiligerlee
- Jemmingen
- Jodoigne
- Brielle
- 1er Flessingue
- Malines
- Goes
- Mons
- Haarlem
- 2e Flessingue
- Borsele
- Zuiderzee
- Alkmaar
- Leyde
- Reimerswaal
- Mook
- Lillo
- Zierikzee
- 1er Anvers
- 1er Bréda
- Gembloux
- Rijmenam
- 1er Deventer
- Maastricht
- 2e Bréda
- Açores
- 2e Anvers
- 3e Anvers
- Boksum
- Zutphen
- 1er Berg-op-Zoom
- Gravelines
- 3e Bréda
- 2e Deventer
- Groningue
- Huy
- 1er Groenlo1
- 2e Groenlo
- Turnhout
- Nieuport
- Ostende
- L'Écluse
- 3e Groenlo
- Saint-Vincent
- Gibraltar
- Saint-Vincent (1621)
- 2e Berg-op-Zoom
- 4e Bréda
- 4e Groenlo
- Matanzas
- Bois-le-Duc
- Abrolhos
- Slaak
- Maastricht
- 5e Bréda
- Cabañas
- Calloo
- Les Downs
- Saint-Vincent (1641)
- Hulst
- Cavite

Le siège de Bréda a eu lieu pendant la guerre de Quatre-Vingts Ans sous le règne de Philippe IV d'Espagne. Le siège débuta le 27 août 1624 et dura plus de 9 mois, la ville ne se rendant que le 5 juin 1625.

## Récit du siège
Le siège de la ville néerlandaise est mené par le marquis de Spinola, chef des armées de Flandre. Il vient de subir un cuisant échec lors du siège de Bergen-op-Zoom en octobre 1622 où il a perdu le tiers de ses troupes. Il entreprend alors le siège de la ville de Bréda contre toute attente, Maurice de Nassau lui-même n'y croyant pas. Alors que le blocus de la ville est complet, la Marine de la république des Provinces-Unies prend Bahia aux Espagnols. L’Infante Isabelle, gouvernante générale des Pays-Bas, signale au roi Philippe IV d'Espagne que cette guerre est très risquée pour le pays vu les difficultés financières qu'il rencontre déjà.
Le siège est rondement mené par Spinola qui encercle la ville de Bréda par un ensemble d’immenses fortifications construites rapidement, qui fut longtemps admiré comme une pièce maîtresse de l’art militaire. Spinola dispose d’entre 15 000 et 20 000 hommes pour le siège. Le Conseil d’Espagne considère que ce siège est périlleux, mais le roi laisse le choix de continuer celui-ci à l’Infante Isabelle.
Les Hollandais rassemblent leurs forces pour secourir la ville mais sans succès. Ils vont alors attaquer le château d’Anvers, où ils connaissent également un échec. Des sapeurs sont utilisés pour détruire les fortifications avancées, et cela avec succès, jusqu’à la fin de l’année 1624 où le mauvais temps noie leur travail.
Toutes les troupes espagnoles sont concentrées sur ce siège, ce qui laisse à découvert le reste des possessions, comme le comté de Bourgogne.
Pendant presque toute la durée du siège, le roi fera part à l’Infante Isabelle de son inquiétude sur le risque de ce siège, mais en la laissant toujours décider elle-même de la poursuite ou non des opérations. 300 000 ducats seront envoyés vers le mois de novembre pour entretenir les troupes et donc pour prévenir les éventuelles désertions. Mais les réserves de nourriture de la ville assiégée sont plus grandes que prévu.
Spinola est cependant spécialiste des longs sièges. En décembre, les Anglais semblent vouloir s’en mêler en levant une armée de 12 000 fantassins sous le commandement d'Ernest de Mansfeld, sous le prétexte de remettre l’électeur palatin dans ses États, ce qui inquiète grandement l’Infante Isabelle et le roi Philippe IV d'Espagne.

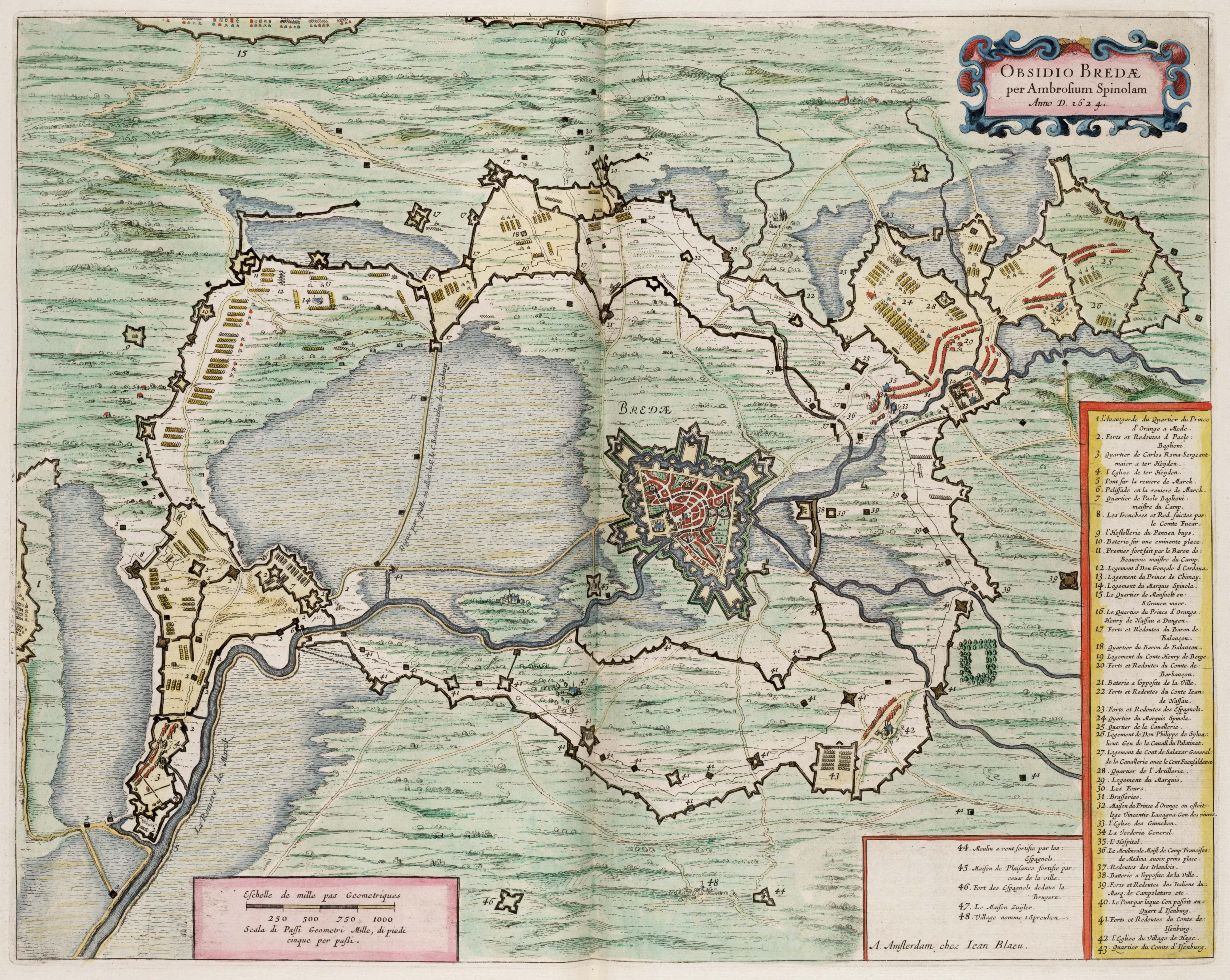
Plan du siège.

En janvier, l’Infante signale au roi que le siège avance bien et que la ville est proche de se rendre. Plus de 100 000 boulets ont déjà été envoyés sur Bréda, mais la garnison ne veut pas se rendre. Justin de Nassau, gouverneur de la ville, garde courage, car son frère naturel lui a promis aide et renfort. Le 12 janvier, l’Infante ordonne à Spinola de se diriger sur Maëstricht pour aller chercher les nouvelles recrues des dernières levées qui pourront s’opposer à Mansfeld. Des renforts de l’Empereur et de la Ligue catholique sont envoyés à Spinola sur le siège contre les différentes levées de troupes hollandaises, anglaises et françaises. L’Infante menace de guerre le roi Jacques Ier d'Angleterre s’il continue de faire des levées de troupes pour secourir Bréda : à cet effet deux ambassadeurs lui ont été envoyés.
Mansfeld fait sa jonction avec les troupes de Maurice de Nassau le 24 mars 1625 aux alentours de Bréda, mais les Espagnols sont très bien fortifiés et les renforts allemands (de l’Empire et de la Ligue catholique) sont prêts à intervenir s’il le faut.
Au grand malheur des Hollandais, le prince d’Orange Maurice de Nassau meurt le 23 avril 1625 à La Haye, le moral des troupes hollandaises est au plus bas. Le 5 juin, Justin de Nassau négocie la paix avec Spinola au cours d’une petite cérémonie où il remet les clés de la ville au général espagnol, les derniers défenseurs de la ville sont autorisés à partir sans dommage avec armes, bagages, femmes et enfants. Le siège est enfin fini.
La chute de Bréda coïncide avec la reprise de Bahia quelques jours après, la victoire est totale. Le roi récompense Spinola en lui donnant la faveur de « la Encomienda mayor de Castilia » qui est engagée sur une période de 12 ans. À ce propos Spinola lui dit qu’il a dépensé tout son argent pour entretenir son armée et souhaiterait obtenir le fruit de la faveur directement, car il doute de vivre encore 12 ans. Le roi récompense aussi Claude de Rye pour son intervention au siège, et lui attribut la charge de gouverneur de la ville.
Hélas pour les Espagnols, le manque d’argent les rattrape et ils sont obligés de se tenir sur la défensive. Spinola sera rappelé plus tard sur le front italien. Pour les Hollandais, cette perte et la mort de Maurice de Nassau mettent le moral des troupes au plus mal, mais l’inactivité des Espagnols en proie à des difficultés financières leur permet de s’en remettre et de repasser à l’offensive.
La ville sera reprise le 11 octobre 1637 par Frédéric-Henri de Nassau, successeur de Maurice de Nassau.

## Art et littérature

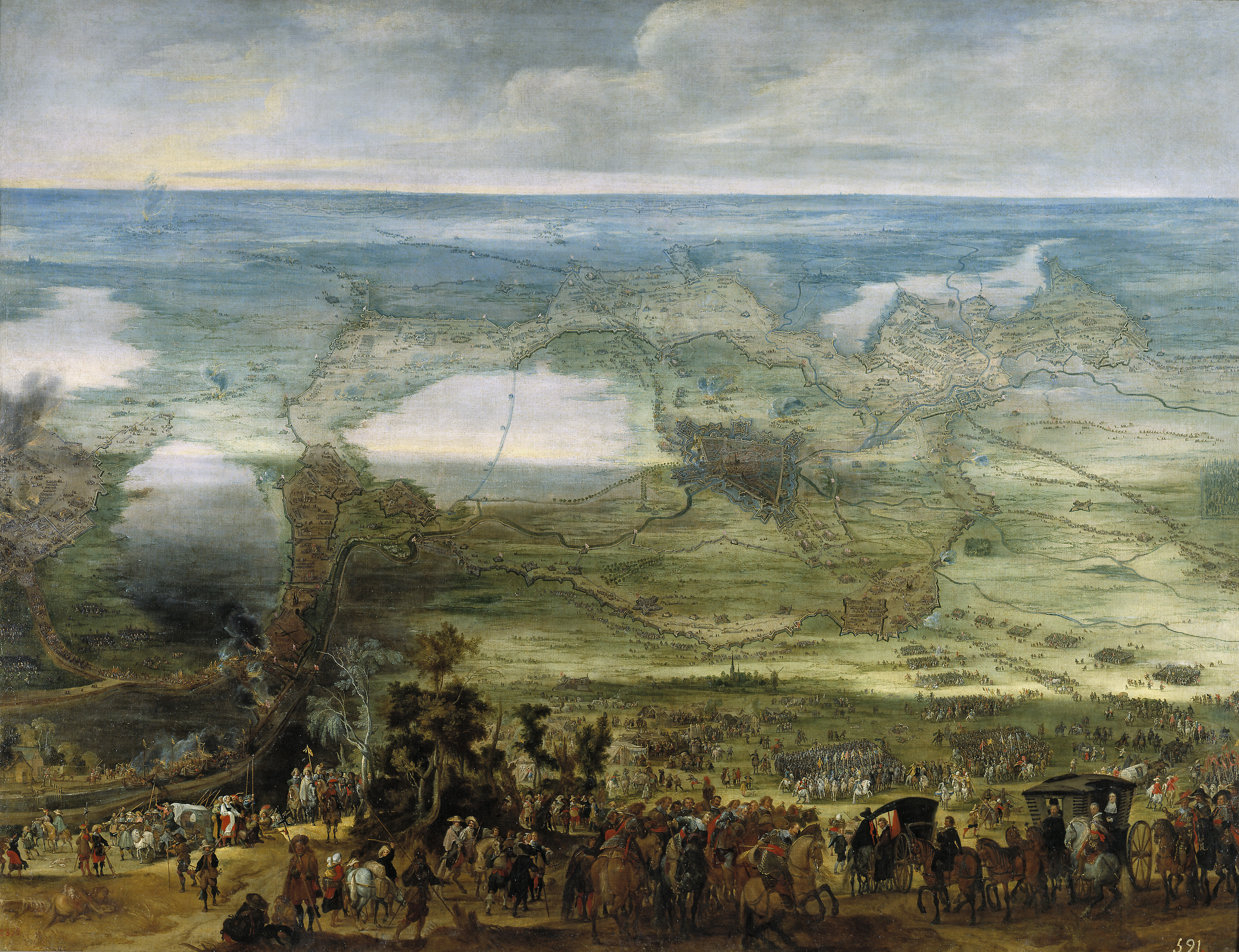
Siège de Bréda par Pieter Snayers

Le siège de Bréda de 1625 a été une source d'inspiration pour diverses œuvres littéraires et picturales :
- El sitio de Bredá, comédie de Calderón de la Barca. également en pdf ;
- El sol de Breda, d'Arturo Pérez-Reverte, roman de fiction historique se déroulant dans l'ambiance du siège de Bréda de 1625 ;
- La reddition de Breda ou Les Lances, tableau de Diego Vélasquez, est l'œuvre la plus fameuse de celles dédiées à ce siège ;
- Pieter Snayers, peintre flamand, a immortalisé le siège en trois tableaux conservés au musée du Prado de Madrid :
  - Prise de Bréda,
  - Isabel Clara Eugenia au siège de Bréda,
  - Vue cavalière du siège de Bréda.
- Le siège de Bréda, collection de six gravures de Jacques Callot.

Simon A. Vosters a publié en 1973 La rendición de Bredá en la literatura y el arte de España, une compilation des œuvres artistiques fondées sur le siège de Bréda.

## Sources
- Un témoin oculaire, Herman Hugo, en publie le récit dès 1626 : Obsidio Bredana (Anvers, 1626). Le livre est immédiatement traduit en plusieurs langues.
- H. Sacchi, La guerre de Trente Ans, Paris, 2003.
- J. H. Kluiver, « De Republiek na het bestand 1621-1625 » dans Algemene Geschiedenis der Nederlanden, tome VI, Haarlem, 1977-1983.
- L. Bely, Y.-M. Berce et al., Guerre et paix en Europe du XVIIe siècle, Paris, 1991.
- J. I. Israel, The Dutch Republic and the Hispanic World, 1601-1661, Oxford, 1982.
- D.-G. Dooghe, Origines et Chronologies des Pays-Bas. Du Ier siècle Av. J.-C. à nos jours, Wattignies, 1999.
- « Revista de occidente », Diccionario de Historia de España ; Desde sus orígenes hasta el fin del reinado Alfonso XIII, Tomo II, Madrid, 1952.
- P. C. Molhuysen et P. J. Blok, Niew Nerlandansh biografisch woordenboek, eerste deel, Leiden, 1911.
- H. Lonchay et J. Cuvelier, Les affaires des Pays-Bas au XVIIe siècle, tome II, Bruxelles, 1927.
- R. Lavollée, Mémoires du cardinal de Richelieu, tome quatrième (1624), Paris, 1920.
- P. Vo-Ha, Rendre les armes. Le sort des vaincus XVIe – XVIIe siècle, Ceyzérieu, Champ Vallon, 2017.